# Sadarak
Sadarak (en azéri Sədərək) est l'une des 78 subdivisions de l'Azerbaïdjan. Sa capitale se nomme Heydarabad.

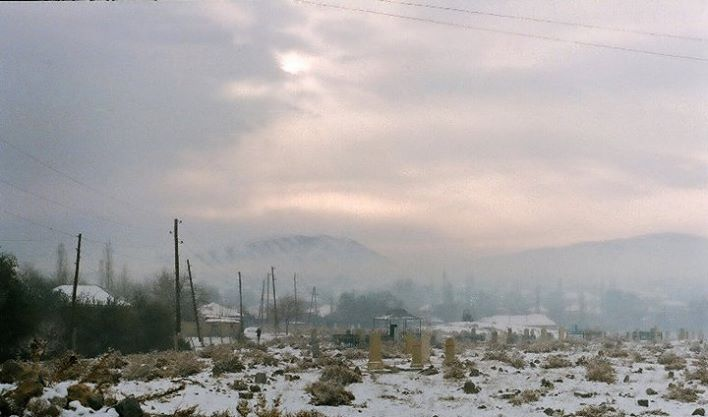
Sadarak